# Hann (Alone)
"Hann (Alone)" (hangul: 한(一)) é uma canção gravada pelo grupo feminino sul-coreano (G)I-DLE. Foi lançado em 14 de agosto de 2018, pela Cube Entertainment como um single digital. Um videoclipe da música também foi lançado em 14 de agosto.

## Composição
A canção foi escrita pela integrante Soyeon, que também produziu a música ao lado de Big Sancho. A Billboard descreveu a música como uma música dance-pop "rastejante" construída em cordas elegantes, ecoando harmonias e uma vibrante e pequena percussão. As letras falam sobre tentar esquecer um amante passado.

## Lançamento
A canção foi lançada como um single digital em 14 de agosto de 2018, através de vários portais de música, incluindo MelOn e iTunes.

## Videoclipe
O videoclipe foi lançado junto com o single em 14 de agosto. Em 12 horas, o vídeo ultrapassou 2 milhões de visualizações no YouTube.